# Elka de Levie

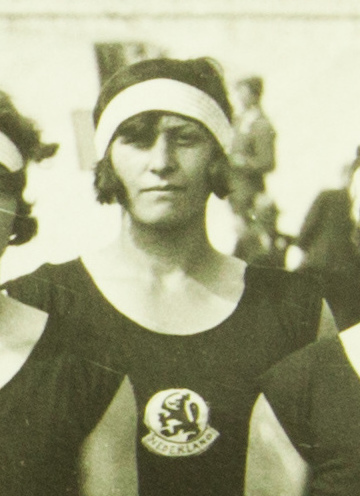
Elka de Levie (1928)

Elka de Levie (* 21. November 1905 in Amsterdam; † 29. Dezember 1979 ebenda) war eine niederländische Kunstturnerin.
Elka de Levie wurde mit der niederländischen Mannschaft, zu der außer ihr noch Estella Agsteribbe, Helena Nordheim, Anna Polak, Jacoba Stelma, Jacomina van den Berg, Alida van den Bos, Anna van der Vegt, Petronella van Randwijk und Hendrika van Rumt gehörten, Olympiasiegerin im Mehrkampf. In der Geschichte der Olympischen Spiele war dies der erste Gewinn einer Goldmedaille durch Niederländerinnen. Etwa die Hälfte der niederländischen Turnerinnen bei den Olympischen Spielen 1928 in Amsterdam waren jüdischer Abstammung. Von den fünf jüdischen Turnerinnen der Goldriege von 1928 überlebte sie als einzige die Vernichtung der europäischen Juden durch die Deutschen. Ihre Teamkolleginnen Helena Nordheim, Anna Polak und Ersatzturnerin Judikje Simons wurden in Sobibor ermordet, Estella Agsteribbe starb in Auschwitz. Auch der Trainer der Siegermannschaft, Gerrit Kleerekoper, überlebte Sobibor nicht.
Elka de Levie starb 1979 in Amsterdam.